# Джон Скелтън
Джон Скелтън (на английски: John Skelton), познат също като Джон Шелтън (John Shelton) е английски поет, роден в Дис, графство Норфък, предвестник на английския ренесанс.

## Семейство
Родословието на Джон Скелтън е трудно за доказване. Той вероятно е роднина на сър Джон Шелтън и децата му, които също произхождат от Норфък. Дъщерята на сър Джон, Мери Шелтън, е любовница на Хенри VIII по време на царуването на братовчедка ѝ Ан Болейн. Тя е основният редактор и дописник на Девъншърския ръкопис, сборник стихотворения, написан от различни членове на двора.
Известната красавица Маргарет Уентуърт, майка на третата съпруга на Хенри VIII Джейн Сиймур, е муза на някои от стиховете на Скелтън.

## Образование
Скелтън получава образование в Кеймбридж. Вероятно се отнася за него споменаването от Уилям Коул на „един Schelkton“, който получава магистърска степен през 1484 г. Скелтън вероятно учи и в Оксфорд. През 1490 г. Уилям Какстън пише за него в предговора към изданието си на Енеида от Вергилий, по начин, който говори, че вече си е изградил репутация като книжовник: „Моля се на учителя Скелтън, напоследък направен поет лауреат от университета в Оксенфорд, да прегледа и поправи тази спомената книга... защото зная, че той е способен да обясни и преведе всяка трудност, която се намира там. Тъй като напоследък преведе писмата на Тулий и книгата на Диоидор Сикул и разни други творби... по безупречно изящен начин с умение... предполагам че е пил и от Хеликон също така.“
Лауреатството, споменато от Какстън, е научна степен по Реторика. През 1493 г. Скелтън получава същата чест в Кеймбридж, а както се говори и в Льовен. Той намира благодетел във властната и образована графиня на Ричмънд, лейди Маргарет Бофорт, майка на Хенри VII, за която пише Of Mannes Lyfe the Peregrynacioun – сега загубен превод на творбата на Гийом де Дегилейул Pèlerinage de la vie humaine (Лутане из човешкия живот). Елегията За смъртта на благородния крал Хенри четвърти, включена в някои от изданията на Mirror for Magistrates (Огледало за магистрати) и друга (1489) за смъртта на Хенри Пърси, граф на Нортъмбърланд, са сред най-ранните му стихотворения.

## Поет лауреат
През последното десетилетие на века Скелтън е назначен за наставник на принц Хенри (бъдещия крал Хенри VIII). Той пише за ученика си изгубеното произведение Speculum principis, а Еразъм, посвещавайки ода на принца през 1500 г., пише за Скелтън като „unum Britannicarum literarum lumen ac decus“. През 1498 г. е ръкоположен за поддякон, дякон и свещеник. През 1502 г. е хвърлен в затвора, но не е записано провинението му (според преданието е обидил кардинал Томас Уолси). Две години по-късно той се оттегля от двора и става енорийски пастор на Дис. Служба, която номинално запазва до края на живота си. Скелтън често се подписва като „regius orator“ и поет лауреат, но няма записани плащания, направени за тези титли, макар че Абе дю Реснел, автор на Recherches sur les poètes couronnez, твърди, че е видял патент (1513 – 1514 г.), в който Скелтън е назначен за поет лауреат на Хенри VIII. Като енорийски пастор на Дис той предизвиква скандал сред енориашите си, които го считат, според Антъни Ууд, по-подходящ за сцената, отколкото за амвона. Той тайно се жени за жена, която живее в къщата му, и си печели омразата на доминиканските монаси със злъчната си сатира. Получава официално порицание от епископа на епархията Ричард Никс и изглежда временно е бил отстранен. След смъртта му около името му се събира сбирка от нелепи, най-вече апокрифни истории – The Merie Tales of Skelton.
До края на 16 век той присъства в народното въображение като непоправим практически шегобиец. Саркастичното му остроумие му създава врагове, сред които сър Кристофър Гарнис, Александър Баркли, Уилям Лили и френския книжовник Робер Гагуин. С Гарнис той влиза в редовно „flyting“, предприето по заповед на краля според него, но четирите стихотворения на Скелтън излъчват неподправен гняв. Рано в кариерата си Скелтън намира приятел и покровител в лицето на кардинал Улси и посвещението на кардинала на неговото Replycacion е направено с най-ласкав тон. Но когато през 1522 г. в качеството си на папски нунций Улси разпуска събора в катедралата Сейнт Пол, Скелтън пуска в обращение куплета:
| „ | Gentle Paul, laie doune thy sweard, For Peter of Westminster hath shaven thy beard. Мили Пол, остави си меча, Тъй като Питър от Уестминстър ти е обръснал брадата. | “ |

В Colyn Cloute той между другото напада Уолси в обща сатира на духовенството, „Speke, Parrot“ (Говори, папагале) и „Why come ye nat to Courte?“ (Що не идваш в двора?) са преки и яростни хули срещу кардинала, който повече от веднъж затваря автора. За да избегне пореден арест, Скелтън взима убежище в Уестминстърското абатство. Абатът Джон Ислип го приема радушно и продължава да го защитава до смъртта си. Надписът на гроба му в съседната църква „Св. Маргарет“ го описва като vales pierius.

## Творби
В неговия Garlande of Laurell (Лавров венец) Скелтън дава дълъг списък с творбите си, само няколко от които са запазени. Въпросният венец е извезан за него с коприна, злато и перли от дамите на графинята на Съри в замъка Шериф Хътън, където е гостувал на херцога на Норфък. Съчинението включва комплиментни стихове за дамите и доста информация за него. Като сатирик Скелтън заслужава най-много внимание. The Bowge of Court (Дажбите в двора) е насочено срещу пороците и опасностите на живота в кралския двор. Скелтън заспива в Харуич, вижда представителен кораб в пристанището, наречен The Bowge of Court, чиито собственик е Dame Saunce Pere (Несравнимата дама). Нейната стока е Favour (Услуга), кормчията е Fortune (Съдбата, Фортуна), а поетът, който се появява като Drede (скромност) намира на борда F'avell (ласкателя), Suspect (Подозрение), Харви Хафтър (умния крадец), Dysdayne (презрение), Ryotte (Бунт), Dyssymuler (Преструвам се) и Subtylte (Лукавство), които по ред се обясняват, докато накрая Скромност, който открива, че всичките са му тайни врагове, мисли да спаси живота си като скочи от борда, когато стреснато се събужда. В неговата Boke of the Thre Foles той вече е черпил от версията на Александър Баркли на Narrenschijf от Себастиан Брант и тази по-обстойна и изпълнена с въображение творба принадлежи към същия клас. И двете поеми са написани в седемредния Чосъров стих, но най-характерната му работа е осъществена в негов собствен неправилен метър.
The Boke of Phyllyp Sparowe, оплакването от Джейн Скрууп, ученичка в бенедиктинския женски манастир в Кароу близо до Норич на нейната мъртва птица без съмнение е вдъхновено от Катул. Стихотворението е дълго 1400 реда и си позволява много волности с формалностите на Църквата. Разбираме колко начетена е Джейн в романсите на Шарлеман, Камелот, Четиримата сина на Аймон и Троянският цикъл. Скелтън намира място, за да даде мнения за Джефри Чосър, Джон Гауър и Джон Лидгейт. Дали мнението на героинята Джейн съвпада с мнението на Скелтън е спорно. Изглежда Скелтън напълно е осъзнал стойността на Чосър като майстор на английския език. Сюжетите на Гауър по думите на Джейн „струват злато“, но езика му тя смята за остарял. Неправилният стих, в който е написана поемата, наречен „Скелтоничен“, тук е напълно разюздан. Стиховете обикновено са с 6 срички, но с различна дължина и се римуват по два, три, четири или дори повече. Не е толкова отдалечен от стария английски алитеративен стих и е подходящ за изпълнение от минестрелите, които са пели старите балади. За комичното примесване на латински Скелтън има предостатъчно примери във френски и долнолатински макаронен стих. Той често използва латински и френски думи, за да изпълни изискващата си система на често повтарящи се рими. Този стремглав и словоохотлив бяг на стиха се превръща в ръцете на Скелтън във възхитително средство за хули, но и лесно се изражда в хлопащи стихове.
До края на 16 век Скелтън става „груб роптаещ римьор“ (Пътенхам, Arte of English Poesie), а в ръцете на Александър Поуп и Томас Уортън му върви още по-зле. Неговата самокритика е справедлива:
For though my ryme be ragged,
Tattered and jagged,
Rudely rayne beaten,
Rusty and moughte eaten,
It hath in it some pyth."
Макар римата ми да е парцалива,
раздрипана и нащърбена,
грубо от дъжд удряна
ръждясала и изядена от плесен,
в нея има някаква ядка.
Колин Клаут (Colyn Cloute) представлява средния селянин, който дава мнението си за състоянието на Църквата. По-сурово осъждане на греховете на клира преди Реформацията няма. Той излага на показ алчността, невежеството, показността на епископите и честото практикуване на симония (търговия с църковни повишения), но се грижи да изясни, че обвиненията му не са по отношение на всички и че пише в защита, а не срещу Църквата. Той често напада Уолси, дори и в тази обща сатира, но непряко. Говори папагале (Speke, Parrot) е запазено във фрагментарно форма и е крайно неясно. Очевидно е съчинено в различни времена, но в по-късната част той отявлено напада Уолси. В Що не идваш в двора? (Why come ye not to Courte?) няма опит за прикритие. За чудене е не че поетът е трябвало да търси убежище, а това че е имал такава възможност. Той роптае срещу показността на Уолси, срещу почти кралската му власт, арогантния му маниер към висшите и нисши молители и се подиграва на долното му потекло. Творбата не е отпечатана преди смъртта на кардинала, но е била в широко обращение в ръкописна форма и чрез повтаряне. Обвинението в грубост, често отправяно срещу Скелтън, се основава най-вече на The Tunnynge of Elynoare Rummynge, реалистично описание на пияни жени, събрани в добре известната пивница, държана от Елинор Руминг в Ледърхед, недалеч от кралския дворец Нонсъч.
Skelton Laureate against the Scottes е яростна триумфална песен за победата при Флоден. „Jemmy is ded And closed in led, That was theyr owne Kynge“, „Джеми е мъртъв и затворен в олово, който беше техния собствен крал“, но има и по-ранна версия преди новината за смъртта на крал Джеймс IV Шотландски да достигне Лондон. Скелтън пише и три пиеси, само една от които оцелява. Magnificence (Великолепие) е сред най-добрите примери на поучителна пиеса. Тя се занимава със същата тема като сатирите му, злото на амбицията. Поучението ѝ „как внезапно светското богатство се разпада“ е любима на поета.
Пет от Скелтъновите Тюдорови портрети, включително The Tunnynge of Elynoare Rummynge, са използвани за музикални произведения от Вон Уилямс около 1935 г. Макар тук-там той да променя езика, за да прилегне на музиката му, чувствата са добре изразени. Другите четири стихотворения са My pretty Bess, Epitaph of John Jayberd of Diss, Jane Scroop (her lament for Philip Sparrow), и Jolly Rutterkin. Музиката рядко се изпълнява, макар да е безмерно забавна и да улавя грубостта на Скелтън по вдъхновен начин.